# Makrokörnyezet
A gazdasági életben egy-egy cég, vállalat makrokörnyezetét azok a környezeti tényezők alkotják, amelyek a makrogazdaság tevékenységét meghatározzák, vagy befolyásolják, ugyanakkor ezekre maga a cég legfeljebb minimális hatást képes gyakorolni. A makrokörnyezetnek a vállalatra való hatása többnyire egyirányú. A vállalat szűkebb környezetére a mikrokörnyezet kifejezést szokás használni.

## Lehetséges vállalati magatartásformák
A vállalat választhat az elviselő, az alkalmazkodó, illetve a  proaktív magatartásformák között.
- Az elviselő magatartásforma passzív, ritkán eredményes.
- Az alkalmazkodó magatartáshoz tartozik pl. a makromarketing,

azaz a marketing egy típusa, amelyben a vállalat alkalmazkodik az iparág által nem befolyásolható, a cég makrokörnyezetét formáló tényezőkhöz.
- A proaktív magatartás mintegy elébe megy az eseményeknek, felméri, milyen következmények várhatók, majd a megfelelő időben tett  intézkedésekkel igyekszik megelőzni a vállalat számára kedvezőtlen hatásokat, miközben igyekszik kihasználni a kedvező tendenciákat.

## Főbb elemei
- gazdasági erők;
- technológiai környezet és hatások;
- demográfiai környezet;
- politikai erők;
- jogi környezet;
- gazdasági szabályozás;
- társadalmi hatások;
- kulturális környezet;
- környezetvédelem szabályai.